# 瑪格麗塔·德·麥地奇
瑪格麗塔·德·麥地奇（義大利語：Margherita de' Medici，1612年5月31日—1679年2月6日），帕爾馬公爵夫人，托斯卡納大公科西莫二世的女兒。

## 家庭
1628年，瑪格麗塔和帕爾馬公爵奧多阿爾多一世結婚，兩人共有3子1女：
1. 拉努喬（1630年—1694年）
2. 亞歷桑德羅（英语：Alexander Farnese, Prince of Parma）（1635年—1689年）
3. 卡特琳娜（義大利語：Caterina Farnese）（1637年—1684年）[1]
4. 皮特羅（義大利語：Pietro Farnese）（1639年—1677年）